# Lovčík mokřadní
Lovčík mokřadní nebo také lovčík Clerckův (Dolomedes plantarius, syn. Dolomedes clercki) je eurasijský druh pavouka z čeledi lovčíkovití (Pisauridae).

## Popis
Lovčík mokřadní se vzhledem podobá příbuznému lovčíkovi vodnímu (Dolomedes fimbriatus). Hlavohruď je široká, zadeček oválný. Zbarvení celého těla je hnědé až šedohnědé, mláďata jsou jednotně hnědá. Hlavním terénním rozlišovacím znakem od lovčíka vodního je absence kontrastních světlých pruhů na bocích hlavohrudi a zadečku, které lovčík vodní typicky mívá, tato charakteristika však není zcela spolehlivá. Přesné identifikace lze dosáhnout porovnáním kopulačních orgánů. Lovčík mokřadní patří mezi velké druhy pavouků, samci měří 10 až 16 mm, dělka těla samic osciluje mezi 13 a 25 mm. Délka hlavohrudi činí asi 5–9 mm.

## Výskyt a stanoviště
Lovčík mokřadní je rozšířen v palearktické oblasti, a to skrze mírné regiony Evropy a Asie, chybí v teplých částech Evropy a severní Afriky. V Česku žije pouze na několika lokalitách (Třeboňsko, Českobudějovicko, Dokesko, Děčínsko, Podyjí a Břeclavsko).
Je vázán na vodu, žije v mokřadních stanovištích a v litorální zóně stojatých vod s přidruženou vegetací (ostřice, vodní rostliny na hladině).

## Chování a životní cyklus
Lovčík mokřadní žije v blízkosti vody, kde loví různé druhy bezobratlých, ale je schopen přemoci i drobné obratlovce. Lovčíci nevytvářejí lapací sítě, ačkoli upuštění od jejich stavby je zřejmě relativně nedávnou evoluční událostí, protože tito pavouci doposud neredukovali prostřední drápek na konci chodidel, který napomáhá pohybu po vláknech. Přítomnost možné kořisti zaznamenávají lovčíci pomocí vibrací, šířících se skrze vodní hladinu, a zmocňují se jí aktivním lovem. Hydrofobní chloupky na končetinách lovčíkům umožňují pohybovat se po vodní hladině, dokáží se však i na omezenou dobu potápět pod vodní hladinu.
Páření v zeměpisných šířkách střední Evropy nastává mezi květnem a červnem. Samec před samotnou kopulací vysílá skrze vibrace na vodní hladině samici specifické signály, aby jej nezaměnila s kořistí. Při páření vyleze samici na hřbet, samotná kopulace probíhá střídavým zaváděním kopulačního orgánu na pravém a levém makadle do pohlavního otvoru samice. Vajíčka jsou kladena do kokonu, který samice nejprve nosí, později zaplétá do vegetace, přičemž o vajíčka, resp. čerstvě vylíhnutá mláďata dále pečuje. Životní cyklus je dvouletý, první rok zimují mladé nymfy, druhý rok subadultní jedinci, kteří následující jaro dospějí.

## Ohrožení
Lovčík mokřadní vyžaduje výhradně zachovalé mokřadní biotopy, navíc je vázán na oblasti s otevřenou vodní hladinou, hlavní hrozbu pro něj tedy představuje úbytek přirozených stanovišť. Podle Mezinárodního svazu ochrany přírody (IUCN) jde o zranitelný taxon – ačkoli vyhodnocení IUCN bylo naposledy aktualizováno v roce 1996, a vyžaduje proto novější přehodnocení. V Česku jde o kriticky ohrožený druh.
Lovčík mokřadní spolu s lovčíkem vodním byli vybráni jako evropští pavouci roku 2020.